# Степанська селищна рада
Сте́панська се́лищна ра́да — орган місцевого самоврядування в Сарненському районі Рівненської області. Адміністративний центр — селище міського типу Степань.

## Загальні відомості
- Степанська селищна рада утворена в 1939 році.
- Територія ради: 110,238 км²
- Населення ради: 5 726 осіб (станом на 2001 рік)
- Територією ради протікають річки Горинь, Зульня, Мельниця.

## Населені пункти
Селищній раді підпорядковані населені пункти:
- смт Степань
- с. Грушівка
- с. Двірець
- с. Калинівка
- с. Мельниця
- с. Труди

## Склад ради
Рада складається з 30 депутатів та голови.
- Голова ради: Корочук Віктор Анатолійович
- Секретар ради: Карпець Майя Іванівна

### Керівний склад попередніх скликань
| Прізвище, ім'я, по батькові | Основні відомості                                                  | Дата обрання | Дата звільнення |
| --------------------------- | ------------------------------------------------------------------ | ------------ | --------------- |
| Карпович Ольга Михайлівна   | Селищний голова, 1962 року народження, член Народного Руху України | 26.03.2006   | 31.10.2010      |
| Гоч Марія Іванівна          | Селищний голова, 1954 року народження, освіта вища, позапартійна   | 31.10.2010   |                 |

Примітка: таблиця складена за даними сайту Верховної Ради України

### Депутати
За результатами місцевих виборів 2010 року депутатами ради стали:

#### За суб'єктами висування
| Суб'єкт висування                                   | Кількість обраних депутатів | %    |
| --------------------------------------------------- | --------------------------- | ---- |
| Самовисування                                       | 26                          | 86,7 |
| Народна партія                                      | 3                           | 10   |
| Політична партія Всеукраїнське об'єднання «Свобода» | 1                           | 3,3  |

#### За округами
| № округу                                            | Прізвище, ім'я, по батькові     | Дата визнання обраним | Освіта  | Партійна приналежність                        | Відомості про обраного депутата                                           |
| --------------------------------------------------- | ------------------------------- | --------------------- | ------- | --------------------------------------------- | ------------------------------------------------------------------------- |
| Народна Партія                                      |                                 |                       |         |                                               |                                                                           |
| 4                                                   | Колосок Микола Петрович         | 01.11.2010            | вища    | член Народної партії                          | ДП Сарненське лісове господарство, інженер                                |
| 26                                                  | Сорока Роза Степанівна          | 01.11.2010            | середня | член Народної партії                          | Степанське споживче товариство, продавець                                 |
| 30                                                  | Крот Любов Яківна               | 01.11.2010            | середня | член Народної партії                          | Степанське споживче товариство, продавець                                 |
| Політична партія Всеукраїнське об'єднання «Свобода» |                                 |                       |         |                                               |                                                                           |
| 18                                                  | Тимофіюк Олена Станіславівна    | 01.11.2010            | вища    | член Всеукраїнського об'єднання «Свобода»     | Степанська державна дільниця ветеринарної медицини, ветеринарний фельдшер |
| Самовисування                                       |                                 |                       |         |                                               |                                                                           |
| 1                                                   | Крот Петро Володимирович        | 01.11.2010            | середня | член Української Народної Партії              | приватний підприємець                                                     |
| 2                                                   | Гоч Тамара Василівна            | 01.11.2010            | середня | позапартійна                                  | Степанська селищна рада, бухгалтер                                        |
| 3                                                   | Крот Сергій Петрович            | 01.11.2010            | вища    | позапартійний                                 | приватний підприємець                                                     |
| 5                                                   | Гайоха Андрій Вікторович        | 01.11.2010            | вища    | позапартійний                                 | приватний підприємець                                                     |
| 6                                                   | Псалтира Валентина Василівна    | 01.11.2010            | вища    | позапартійна                                  | Степанська селищна рада, спеціаліст                                       |
| 7                                                   | Карпець Майя Іванівна           | 01.11.2010            | вища    | позапартійна                                  | Степанська селищна рада, касир                                            |
| 8                                                   | Дацюк Микола Якович             | 01.11.2010            | середня | позапартійний                                 | приватний підприємець                                                     |
| 9                                                   | Кривульський Валерій Степанович | 01.11.2010            | вища    | позапартійний                                 | приватний підприємець                                                     |
| 10                                                  | Зданевич Павло Миколайович      | 01.11.2010            | вища    | член Української Народної Партії              | пенсіонер                                                                 |
| 11                                                  | Немчук Михайло Федорович        | 01.11.2010            | середня | позапартійний                                 | Степанська загальноосвітня школа І-ІІІ ст., техпраців-ник                 |
| 12                                                  | Радько Віктор Андрійович        | 01.11.2010            | середня | позапартійний                                 | приватний підприємець                                                     |
| 13                                                  | Савочка Володимир Васильович    | 01.11.2010            | середня | позапартійний                                 | дошкільний навчальний заклад «Калинка»                                    |
| 14                                                  | Ярема Галина Степанівна         | 01.11.2010            | середня | позапартійна                                  | тимчасово не працює                                                       |
| 15                                                  | Якимець Василь Миколайович      | 01.11.2010            | вища    | член Всеукраїнського об'єднання «Батьківщина» | пенсіонер                                                                 |
| 16                                                  | Стругерян Валентина Федорівна   | 15.11.2010            | вища    | член Народного Руху України                   | Степанська загальноосвітня школа І-ІІІ ст., вчитель                       |
| 17                                                  | Кривульська Галина Пилипівна    | 01.11.2010            | середня | позапартійна                                  | пенсіонер                                                                 |
| 19                                                  | Плотка Лариса Миколаївна        | 01.11.2010            | вища    | позапартійна                                  | Степанська МПК, начальник                                                 |
| 20                                                  | Линка Василь Степанович         | 01.11.2010            | вища    | член Всеукраїнського об'єднання «Батьківщина» | Координаційний територіальний центр, завідувач                            |
| 21                                                  | Гоч Микола Іванович             | 01.11.2010            | середня | член Української Народної Партії              | пенсіонер                                                                 |
| 22                                                  | Мурза Сергій Степанович         | 01.11.2010            | середня | позапартійний                                 | приватний підприємець                                                     |
| 23                                                  | Гожий Степан Васильович         | 01.11.2010            | середня | позапартійний                                 | сільськогосподарський виробничий кооператив «Пастовник», голова           |
| 24                                                  | Катюха Степан Васильович        | 01.11.2010            | вища    | позапартійний                                 | пенсіонер                                                                 |
| 25                                                  | Гнатюк Лариса Олександрівна     | 01.11.2010            | середня | позапартійна                                  | Степанська селищна рада, головний бухгалтер                               |
| 27                                                  | Гоч Людмила Василівна           | 01.11.2010            | середня | позапартійна                                  | Українське державне підприємство поштового зв'язку, листоноша             |
| 28                                                  | Нікифорець Галина Іванівна      | 01.11.2010            | середня | позапартійна                                  | Відділ культури і туризму, завідувачка клубу                              |
| 29                                                  | Дубинець Любов Степанівна       | 01.11.2010            | середня | позапартійна                                  | Степанське споживче товариство, продавець                                 |